# Jessie Buckland

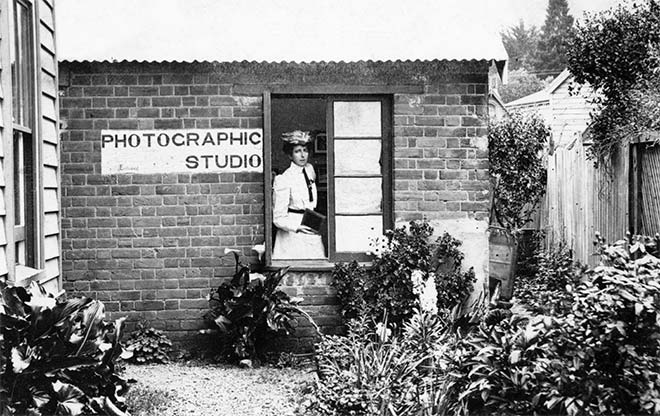
Dieses im frühen 20. Jahrhundert aufgenommene Foto zeigt die Fotografin Jessie Buckland, wie sie im Fenster ihres Ateliers in Akaroa sitzt

Jessie Lillian Buckland (* 9. Mai 1878 in Tumai, Neuseeland; † 8. Juni 1939 im Pazifischen Ozean) war eine neuseeländische Fotografin.

## Leben und Werk
Buckland war eines von sieben Kindern von Caroline Fairburn und ihrem Ehemann John Channing Buckland. Ihr Vater war Bauer und von 1884 bis 1887 Parlamentsabgeordneter für Waikouaiti. Sie lebte mit ihrer Familie ab 1890 am Bahnhof Taieri Lake auf halber Strecke zwischen  Middlemarch und Hyde. Hier begann die gemeinsame Beschäftigung der Familie mit der Fotografie, die in Familienalben erhalten blieben. Diese Fotosammlung zeigt hohe technische Qualität. Ihr Vater war an der Church of England Grammar School in Auckland von dem Fotografen John Kinder unterrichtet worden und ihre älteste Schwester war 1899 Mitglied der Dunedin Photographic Society.
In den späten 1890er Jahren nahm Buckland mit Fotoarbeiten über die Tasmaninseln an Wettbewerben der Melbourner Publikation Australasian Post teil. Hier erzielte sie erste Erfolge und gewann zahlreiche Auszeichnungen. 1899 verkaufte die Familie den Bahnhof Taieri Lake und zog 1902 nach Akaroa. Buckland heiratete nie und es war üblich, dass alleinerziehende Töchter sich um ihre alternden Eltern kümmerten. Da ihre Schwester Caroline ebenfalls unverheiratet war, konnte sie aufgrund der gemeinsamen Verantwortung in Akaroa ein kleines Fotogeschäft kaufen, welches sie rund 30 Jahre lang erfolgreich betrieb.
Sie erstellte Porträts und Fotos von Hochzeiten und landwirtschaftlichen Aktivitäten. Sie war auch vor Ort, um Fotografien von Robert Falcon Scotts Schiff, der Terra Nova, zu machen, als dieses in Akaroa im April 1912 den ersten Hafen außerhalb der Antarktis anlief. Diese und andere Beiträge wurden in den Auckland Weekly News abgedruckt. Sie produzierte und verkaufte auch eine Reihe malerischer Ansichten von Akaroa. In den frühen 1920er Jahren kaufte sie sich eine Panoramakamera und machte einige ihrer beeindruckendsten Landschaftsfotografien.
Buckland lebte ab 1935 mit einer Freundin in London, verbrachte einige Zeit auf der Isle of Wight und war 1937 zur Krönung von Georg VI. in London.
Sie starb am 8. Juni 1939 an Bord der Tamaroa im Südpazifik, als sie aus England nach Neuseeland zurückkehrte. Sie wurde auf See begraben.
Das Akaroa Museum besitzt über 300 ihrer Abzüge und Negative. Die Hocken-Bibliothek in Dunedin bewahrt die Alben der Buckland-Familie auf. Die Leistungen von Buckland sind umso bemerkenswerter, als Frauen in Amateurfotografenkreisen bis weit in das 20. Jahrhundert hinein kaum ernst genommen wurden.